# 울지않는 늑대
울지 않는 늑대(Never Cry Wolf)는 미국에서 제작된 캐럴 발라드 감독의 1983년 드라마 영화이다. 톰 달그렌 등이 주연으로 출연하였고 루이스 M. 알렌 등이 제작에 참여하였다.

## 출연

### 주연
- 톰 달그렌

### 조연
- 브라이언 데니히